# Operación Fortuna
La Operación Fortuna fue una operación realizada por el Grupo Especial de Inteligencia del Perú (GEIN) contra la organización terrorista Movimiento Revolucionario Túpac Amaru (MRTA). Se logró la desarticulación de la Escuela Central de cuadros y dirigentes principales del MRTA.  

## Preliminares
El 9 de julio de 1990, un grupo de terroristas pertenecientes al Movimiento Revolucionario Túpac Amaru (MRTA) fugaron del Penal Castro Castro. Entre los fugados se encontraba Víctor Polay Campos, líder del MRTA; Alberto Gálvez Olaechea, financista del grupo terrorista; Lucero Cumpa Miranda, encargada de las milicias y comandos subversivos, entre otros. Un total de 48 terroristas fugaron del penal. A pesar de que el MRTA y Sendero Luminoso eran organizaciones marxistas, ambas tenían diferencias entre sí: la primera, el MRTA, era marxista-leninista afín a las tácticas y estrategias de Ernesto "Che" Guevara (guerra de guerrillas y foquismo); la segunda, Sendero Luminoso, era marxista-leninista-maoísta afín a las tácticas y estrategias de Mao Zedong (guerra popular prolongada).
En 1990, el GEIN había desarrollado dos operaciones: la Operación ISA y la Operación Monterrico-90, y en enero de 1991, la Operación Caballero. Para principios de 1991, nuevos agentes fueron asignados al GEIN, previa evaluación. Benedicto Jiménez, creador del GEIN, aceptó la propuesta de la embajada estadounidense de capacitar a los nuevos agentes. Por esa época también se incorporó Marco Miyashiro Arashiro. Miyashiro, asumiendo el cargo de jefe del GEIN debido a su antigüedad, se encargó de la parte del liderazgo logístico y administrativo mientras que Jiménez se encargaba de la parte operativa; trabajando ambos en conjunto.

## Desarrollo de la operación

### Primeras acciones
De forma paralela a la Operación Seso se desarrolló la Operación Fortuna. Debido a que el GEIN no había participado en operaciones antiterroristas contra el MRTA, Marco Miyashiro asumió el cargo de la operación. La operación inició en marzo de 1991 y se siguió al grupo del MRTA dirigido por Alberto Gálvez Olaechea, quien, para entonces, estaba a cargo de las Escuelas donde se formaban a los terroristas. Se detectó una casa en Pueblo Libre donde el MRTA operaba.

### La tormenta
El 31 de mayo de 1991 se dio la orden de "Que se desate la tormenta". Se intervino la casa ubicada en Pueblo Libre. En la operación se detuvo a Alberto Gálvez Olaechea, así como su conviviente, Rosa Luz Padilla Baca, y otros terroristas.

## Resultado
Se logró la desarticulación de la Escuela Central de cuadros y dirigentes principales del MRTA. Se incautó dos toneladas de explosivos, 5.000 municiones, pertrechos, propaganda, documentos del MRTA, manuales de entrenamiento y armamento. Una vez culminada la Operación Fortuna se procedió a terminar la Operación Ancón.